# Устка (гмина)
Устка (пол. Ustka) — сельская гмина (волость) в Польше, входит как административная единица в Слупский повет, Поморское воеводство. Население — 7322 человека (на 2004 год).

## Демография
| Перепись                       | Всего   | Всего | Женщины | Женщины | Мужчины | Мужчины |
| ------------------------------ | ------- | ----- | ------- | ------- | ------- | ------- |
| Единицы                        | человек | %     | человек | %       | человек | %       |
| Население                      | 7322    | 100   | 3619    | 49,4    | 3703    | 50,6    |
| Плотность населения (чел./км²) | 33,6    | 33,6  | 16,6    | 16,6    | 17      | 17      |

## Соседние гмины
1. Гмина Постомино
2. Гмина Слупск
3. Гмина Смолдзино
4. Устка